# Methia mormona
Methia mormona là một loài bọ cánh cứng trong họ Cerambycidae.